# Carmignac
Carmignac es una sociedad francesa de gestión de activos fundada en 1989 por Édouard Carmignac y Éric Helderlé. La compañía está considerada como una de las mayores gestoras independientes de Europa.

## Historia
Carmignac fue fundada en 1989 por Edouard Carmignac en colaboración con Eric Helderlé. Antes de fundar la compañía, Édouard Carmignac se licenció en Ciencias Económicas por la Universidad de París y obtuvo un MBA por la Universidad de Columbia.
En 1999, Carmignac comenzó su expansión en Europa y abrió su primera filial en Luxemburgo. En 2003, la compañía alcanzó los 1.000 millones de euros en activos bajo gestión y para finales del 2006, superó los 10.000 millones de euros.
En 2007, Rose Ouahba se unió a Carmignac como Gestora del Fondo Carmignac Patrimoine y responsable de renta fija.
En 2008, Carmignac abrió una oficina en Madrid y otra en Milán y un año después, la compañía se instaló en Fráncfort. En 2010, la empresa contaba con más de un millón de clientes en Europa que se suscribieron a uno o más de sus fondos. En ese mismo año, Maxime Carmignac, hija del fundador de la gestora, Édouard Carmignac, se incorporó a la compañía.· Anteriormente, Maxime Carmignac adquirió experiencia profesional en Nueva York, al trabajar para el fondo Vision Asset Management y luego en Londres, para el fondo Cheyne Capital de Multi Strategy.
En 2012, la empresa abrió una oficina en Londres, liderada por Maxime Carmignac, directora de la sucursal del Reino Unido. En ese entonces, la compañía contaba con activos cercanos a los 50.000 millones de euros.
En 2015, Carmignac anunció la apertura de su subsidiaria en Zúrich. En ese mismo año, Carmignac reforzó su equipo con la llegada de David Older a cargo de la exposición de los fondos mundiales a los sectores de comunicación, medios, Internet y TI. Posteriormente, en 2017, David Older fue nombrado responsable de renta variable.
En septiembre de 2018, David Older fue nombrado gestor del fondo Carmignac Investissement, el fondo creado y gestionado por Edouard Carmignac durante casi 30 años, y cogestor del fondo Patrimoine. En enero de 2019, Edouard Carmignac anunció que abandonaba sus funciones como cogestor del fondo Carmignac Patrimoine.· A partir de ese momento, el fondo con más de 14.200 millones de euros en patrimonio pasó a estar cogestionado por la directora de renta fija, Rose Ouahba y el director de renta variable, David Older. Su fundador y presidente, Edouard Carmignac, sigue siendo miembro del Comité de Inversiones Estratégicas como director de inversiones de la firma.
Actualmente, los fondos de la sociedad se comercializan en 16 países europeos, entre los que se encuentran Francia, Luxemburgo, Suiza, Bélgica, Italia, Alemania, España, Países Bajos, Austria, Suecia, el Reino Unido e Irlanda.
En 2019, los activos gestionados por la compañía alcanzaron los 35.000 millones de euros.

## Fondos gestionados
Entre los productos más reconocidos de la compañía se encuentra el fondo Carmignac Patrimoine que cuenta con el sello FundsPeople y la calificación Blockbuster. Carmignac Patrimoine es un fondo mixto que invierte en una diversificada gama de activos. El fondo ha recibido diferentes reconocimientos en Europa. En 2011, Morningstar Direct lo premió como el Mejor Fondo de Inversión en España y en 2012, obtuvo el Lipper Fund Award.
Entre los demás fondos gestionados por Carmignac se encuentran el fondo de renta variable Carmignac Investissement que invierte en las plazas financieras internacionales y el Carmignac Sécurité un fondo de renta fija en euros de duración reducida que invierte en obligaciones o valores asimilados. En 2018, el fondo Carmignac Sécurité obtuvo la calificación de Favorito de los Analistas y Blockbuster.·